# Wet verplaatsing bevolking
De Wet verplaatsing bevolking is een Nederlandse wet die vastgesteld is in 1952. Doel is bij oorlog, oorlogsgevaar, daaraan verwante of daarmee verband houdende buitengewone omstandigheden, regels te stellen voor het verplaatsen van de bevolking.

## Uitvoering door het Rijk
Als de regering de wet in werking hebben laten treden via een Koninklijk Besluit kunnen de ministers de verplaatsing van de bevolking gelasten voor:
- de veiligheid van de bevolking.
- het in stand houden van het maatschappelijk leven
- het optreden van de krijgsmacht.

## Uitvoering door de provincies en gemeenten
De burgemeester voert de verplaatsing uit. De burgemeester kan voor de verplaatsing van bevolking bij verordening algemene gedragsregels en voorschriften vaststellen. Ook in bijzondere gevallen kan de burgemeester individuele bevelen geven. De commissaris van de Koning of de burgemeester kunnen ook de bevolking verplaatsen via een machtiging van een minister voor:
- de veiligheid van de bevolking
- de instandhouding van het maatschappelijk leven

## Kosten & middelen
Alleen op onderstaande wijze worden kosten vergoed voor de verplaatsing van bevolking.
- De vervoerskosten kunnen voor rekening van het Rijk komen tegen van tevoren vastgestelde tarieven.
- De gemeente verstrekt een door de burgemeester vastgestelde vergoeding aan degene, van wie zaken voor het gebruik, de onderbrenging of het onderhoud gevorderd worden. Deze vergoeding wordt betaald door degene voor wie gevorderd is.
- Als door onmacht het dragen van de kosten van de huisvesting en de verzorging niet mogelijk is, zijn deze kosten voor de gemeente of het Rijk. Deze kosten kunnen later nog wel worden verhaald op degene voor wie ze gemaakt zijn en op hun partner, echtgenoot of verzorgers.

De gemeentelijke kosten voor de verplaatsing van bevolking zijn verplichte uitgaven in de zin van de Gemeentewet.

## Verantwoording en beëindiging
De wet is bedoeld voor zeer ernstige omstandigheden en kan een zeer ernstige inbreuk maken op verschillende grondrechten. Zoals gebruikelijk bepaalt ook deze wet dat door de uitvoerende macht, de regering, verantwoording afgelegd moet worden aan de wetgevende macht, de Tweede Kamer. De Staten-Generaal kunnen deze verantwoording, die ingediend wordt als wetsvoorstel, verwerpen. De Minister-president moet de genomen maatregelen "onverwijld" buiten werking stellen door het indienen van een voorstel voor een Koninklijk Besluit met die strekking.
Indien de Staten-Generaal instemt met de wet kunnen de genomen maatregelen met een Koninklijk Besluit opgeheven worden.